# Chrysochlorina bezziana
Chrysochlorina bezziana är en tvåvingeart som beskrevs av Iide 1966. Chrysochlorina bezziana ingår i släktet Chrysochlorina och familjen vapenflugor. Inga underarter finns listade i Catalogue of Life.